# BK 헤켄 FF
BK 헤켄(스웨덴어: Bollklubben Häcken)은 예테보리를 연고로 하는 스웨덴의 프로 여자 축구 클럽이다. 현재 스웨덴의 여자 축구 최상위 리그인 다말스벤스칸에 참가하고 있다.
1970년에 란드베테르스 IF(Landvetters IF)로 창단해서 2004년부터 2020년까지 코파르베리/예테보리 FC(Kopparbergs/Göteborg FC)로 활동했으며, 2021년에 BK 헤켄의 여자 축구 부서가 되었다.

## 성적
- 다말스벤스칸
  - 우승 (1): 2020
- 스벤스카 쿠펜 다메르
  - 우승 (2): 2011, 2012
- 스벤스카 수페르쿠펜
  - 우승 (1): 2013